# Alfredo Fraile Lallana
Alfredo Fraile Lallana (Madrid, 25 d'abril de 1912-Madrid, 21 de maig de 1994) va ser un director de fotografia i productor de cinema espanyol.

## Biografia
Alfredo Fraile va ser més conegut en el món del cinema per la seva faceta de productor, encara que va començar el seu treball al cinema com a operador, nom amb el qual llavors es deia als directors de fotografia. Fraile aviat va comprendre que el seu camí, al cinema, era la fotografia. El 1942, de la mà del seu amic Rafael Gil, il·lumina el seu debut amb la pel·lícula Huella de luz.
Es va casar amb María Josefa Laméyer Pascual (1919-2015), amb qui va tenir vuit fills: Alfredo (1943), María Josefa, Paloma, Andrés (?-2012), Montserrat, Jorge, María i Federico Fraile Laméyer.

## Premis
Medalles del Cercle d'Escriptors Cinematogràfics
| Any  | Categoria         | Pel·lícula            | Resultat  |
| ---- | ----------------- | --------------------- | --------- |
| 1945 | Millor fotografia | Labor de conjunt      | Guanyador |
| 1946 | Millor fotografia | La pródiga            | Guanyador |
| 1955 | Millor fotografia | Muerte de un ciclista | Guanyador |